# Hyloniscus adonis
Hyloniscus adonis är en kräftdjursart som beskrevs av Karl Wilhelm Verhoeff1927. Hyloniscus adonis ingår i släktet Hyloniscus och familjen Trichoniscidae. Inga underarter finns listade i Catalogue of Life.